# Nicole Ross
Pour les articles homonymes, voir Ross.
Nicole Ross, née le 15 janvier 1989 à New York est une escrimeuse américaine, pratiquant le fleuret. Elle a pris part aux Jeux olympiques d'été de 2012.

## Carrière
Entre 2006 et 2015, Nicole Ross obtient des résultats constants en coupe du monde, dont une première médaille individuelle aux championnats panaméricains 2009, suivie en 2015 d'une médaille d'argent, mais n'atteint jamais les quarts de finale d'une compétition du circuit principal. Pendant la coupe du monde 2015-2016, elle parvient à atteindre ce stade sans le dépasser à trois reprises et décroche une seconde médaille d'argent aux championnats de zone 2016, battue, comme l'année précédente, par sa compatriote Lee Kiefer. Sa progression continue avec ses trois premiers podiums de coupe du monde dès la saison suivante, le bronze à Cancún et l'argent à Saint-Maur-des-Fossés et Turin. Elle atteint en décembre 2016 son meilleur classement mondial en atteignant la cinquième place.

## Palmarès
- Championnats panaméricains d'escrime (Épreuves individuelles)
  -  Médaille d'argent aux championnats panaméricains 2016 à Panama
  -  Médaille d'argent aux championnats panaméricains 2015 à Santiago du Chili
  -  Médaille de bronze aux championnats panaméricains 2009 à San Salvador

## Classement en fin de saison
| Année | 2006 | 2007 | 2008 | 2009 | 2010 | 2011 | 2012 | 2013 | 2014 | 2015 | 2016 |
| ----- | ---- | ---- | ---- | ---- | ---- | ---- | ---- | ---- | ---- | ---- | ---- |
| Rang  | 143  | 167  | 159  | 40   | 67   | 38   | 30   | 19   | 25   | 18   | 12   |